# Vernon Hills, Illinois
Vernon Hills là một làng thuộc quận Lake, tiểu bang Illinois, Hoa Kỳ. Năm 2010, dân số của làng này là 25113 người.

## Dân số
Dân số qua các năm:
- Năm 2000: 20120 người.
- Năm 2010: 25113 người.